# بوب نيكلسون
بوب نيكلسون (بالإنجليزية: Bob Nicholson)‏ هو لاعب هوكي الجليد أمريكي، ولد في 27 مايو 1953 في فانكوفر في كندا.

## وصلات خارجية
- بوب نيكلسون على موقع EliteProspects.com (الإنجليزية)
- بوب نيكلسون على موقع HockeyDB.com (الإنجليزية)